# Класифікація простих скінченних груп
У математиці класифікацією простих скінченних груп називають теорему, згідно з якою будь-яка скінченна проста група належить до одного з описаних нижче класів. Ці класи можна розглядати як елементарні будівельні блоки, з яких побудовані всі скінченні групи, таким же чином, як прості числа є «цеглинами», з яких побудовані всі натуральні числа. Теорема Жордана — Гьольдера є більш математично чітким виразом цього принципу.
Доведення теореми про класифікацію займає десятки тисяч сторінок, і складається з кількох сотень окремих статей, опублікованих, переважно, між 1955 і 2004 роками. Горенстейн, Ліонс і Соломон опублікували між 1994 і 2005 роками переглянуті й спрощені версії доказів.

## Положення теореми про класифікацію
Кожна скінченна проста група є ізоморфною одній з наступних груп:
- Циклічна група (Zn) простого порядку (цей і два наступних класи включають в себе нескінченну кількість груп)
- Знакозмінна група перестановок (An) не менш як 5 елементів
- Прості групи Лі
- Одна з 26 спорадичних груп
- Група Тітса[en] (яка іноді вважається 27-ю спорадичною групою)

Теорема про класифікацію має застосування в багатьох галузях математики, через те, що багато питань, що стосуються скінченних груп, можуть бути зведені до простих скінченних груп. Завдяки теоремі про класифікацію, на ці питання можна знайти відповідь, перебравши усі типи простих скінченних груп.

## Історія
Перші прості скінченні групи були знайдені ще Галуа, творцем теорії груп — він відкрив знакозмінні групи, а також проєктивну групу рангу 2, а в 60-х роках XIX століття Матьє відкрив перші п'ять спорадичних груп, проте до початку XX століття математики вважали класифікацію всіх скінченних груп нездійсненною мрією. Утім, у першій половині XX століття, з розвитком інструментів дослідження груп, ситуація змінилася. Важливим етапом у цьому стала теорема Брауера — Фаулера про те, що існує лише скінченна кількість простих груп із заданим централізатором інволюції. Ще важливішою була теорема Томпсона — Фейта, що була доведена в 1962 році й стверджувала, що будь-яка некомутативна проста група містить парну кількість елементів — фактично, вона частково розв'язала проблему класифікації, а саме, показала, що всі прості групи з непарною кількістю елементів є групою лишків за простим модулем.
В 1972 році Деніел Горенстейнзапропонував програму з 16 пунктів, виконання якої дозволило б побудувати повну класифікацію груп. Завдяки скоординованим зусиллям великої кількості математиків, що взялися за доведення цих окремих пунктів, вже до кінця 1970-х практично вся ця програма була виконана. У 1980 році Горенстейн оголосив про остаточне доведення теореми про класифікацію. На той час, сукупний об'єм усіх доведень займав щонайменше 15000 сторінок.Проте, ще деякий час після цього з'являлися доповнення і уточнення до цієї теореми, так, Р. Грісс — молодший відкрив останню спорадичну групу, що носить назву група-монстр і має порядок приблизно 8×1053, лише в 1982 році, а ще через деякий час з'ясувалося, що класифікація не включає в себе квазітонкі групи. Цю прогалину заповнив Ашенбах у 2004 році своїм 1200-сторінковим доведенням.
У 1982 році Горенстейн започаткував нову велику програму по ревізії теореми про класифікацію, для знаходження коротшого й простішого доведення. Ця робота тривала і в XXI столітті. Спрощена форма доведення ще не написана до кінця, але, ймовірно, буде займати менше 10 000 сторінок.

## Детальний список класів простих груп

### Нескінченні класи
- Групи лишків за простим модулем Zp[2]
- Знакозмінні групи Altn, парні перестановки n літер
- Лінійні групи Шевалле An(q), n>1 або q<3
- Симплектичні групи Шевалле Cn(q), n>2
- Ортогональні групи Шевалле
  - Bn(q), n>2 або q>2
  - Dn(q), n>3
- Виняткові групи Шевалле
  - G2(q), q>1
  - F4(q)
  - E6(q)
  - E7(q)
  - E8(q)
- Групи Стейнберга
  - 2An(q), n>2 або q>2
  - 2Dn(q), n>3
  - 3D4(q)[en]
  - 2E6(q)[en]
- Групи Судзукі 2B2(q), q=2m, m непарне, m>1
- Групи Рі 2G2(q), q=3m, m непарне, m>1
- 2F4(q), q=2m, m непарне, [для q=2, 2F4(2)']

### Спорадичні групи
| Група                                                 | Число елементів                                              |
| ----------------------------------------------------- | ------------------------------------------------------------ |
| Групи Матьє                                           |                                                              |
| M11                                                   | 24×32×5×11 = 7 920                                           |
| M12                                                   | 26×33×5×11 = 95 040                                          |
| M22                                                   | 27×32×5×7×11 = 443 520                                       |
| M23                                                   | 27×32×5×7×11×23 = 10 200 960                                 |
| M24                                                   | 210×33×5×7×11×23 = 244 823 040                               |
| Групи Янко                                            |                                                              |
| J1                                                    | 23×3×5×7×11×19 = 175 560                                     |
| J2                                                    | 27×33×52×7 = 604 800                                         |
| J3                                                    | 27×35×5×17×19 = 50 232 960                                   |
| J4                                                    | 221×33×5×7×113×23×29×31×37×43 ≈ 8,68×1019                    |
| Група Хигмена–Сімса HS                                | 29×32×53×7×11 = 44 352 000                                   |
| Група Маклафліна Mc                                   | 27×36×53×7×11 = 898 128 000                                  |
| Спорадична група Судзукі Suz                          | 213×37×52×7×11×13 ≈ 4,48×1011                                |
| Група Рудваліса Ru                                    | 214×33×53×7×13×29 ≈ 1,46×1011                                |
| Група Хелда He                                        | 210×33×52×73×17 ≈ 4 030 387 200                              |
| Група Лайенса Ly                                      | 28×37×56×7×11×31×37×67 ≈ 5,18×1016                           |
| Група О'Нена ON                                       | 29×34×5×73×11×19×31 ≈ 4,61×1011                              |
| Групи Конвея                                          |                                                              |
| C1                                                    | 221×39×54×72×11×13×23 ≈ 4,16×1018                            |
| C2                                                    | 218×36×53×7×11×23 ≈ 4,23×1013                                |
| C3                                                    | 210×37×53×7×11×23 ≈ 4,96×1011                                |
| Групи Фішера                                          |                                                              |
| F22                                                   | 217×39×52×7×11×13 ≈ 6,46×1013                                |
| F23                                                   | 218×313×52×7×11×13×17×23 ≈ 4,09×1018                         |
| F24                                                   | 221×316×52×73×11×13×17×23×29 ≈ 1,26×1024                     |
| Група Харади F5                                       | 214×36×56×7×11×19 ≈ 2,73×1014                                |
| Група Томпсона F3                                     | 215×310×53×72×13×19×31 ≈ 9,07×1016                           |
| Група Фішера F2 («монстреня»)                         | 241×313×56×72×11×13×17×19×23×31×47 ≈ 4,15×1033               |
| Група Фішера–Грісса F1 («монстр», «дружній велетень») | 246×320×59×76×112×133×17×19×23×29×31×41×47×59×71 ≈ 8,08×1053 |

## Доведення другого покоління
Доведення, що було практично завершене близько 1985 року, можна назвати доведенням першого покоління. Через надзвичайну його довжину, багато зусиль було покладене на те, щоб знайти нове, простіше доведення, що отримало назву доведення другого покоління. Рух, що мав на меті знайти це доведення, отримав назву «ревізіонізм», і також був започаткований Горенстейном. Шість томів нового доведення були випущені у 1994, 1996, 1998, 1999, 2002 і 2005 роках. У 2012 році Соломон оцінив ще невипущену частину доведення у 5 томів. Таким чином, загальний об'єм доведення другого покоління буде займати приблизно 5000 сторінок, не рахуючи двох томів Ашенбаха і Сміта присвячених квазітонким групам.
Горенстейн і його група вказує наступні причини, чому простіше доведення можливе:
- Найбільш важливим є те, що відоме кінцеве твердження, що доводиться. Доки теорема про класифікацію не була доведена, не було відомо, скільки саме спорадичних груп існує, а отже, саме її формулювання не було відоме, що значно ускладнювало роботу. Як результат — різні частини теореми доводилися за допомогою різних технік, хоча могли бути генералізовані.
- Деякі зі спеціальних випадків, що у доведенні першого покоління описувалися окремими теоремами, можуть бути об'єднані, і доведені більш загальним способом. Недоліком цього є те, що загальне доведення може бути складнішим для сприйняття, ніж кожне окреме.
- Багато теорем з доведення першого покоління перекриваються, через те, що кордони між різними класами груп були проведені не найдоцільнішим чином. Перевизначення цих класів дозволить обійтися розглядом меншої кількості випадків.
- Математики, що займаються теорією груп стали більш досвідченими і мають більшу кількість інструментів для такої роботи.

## Завершеність доведення
Хоча наразі доведення теореми про класифікацію вважається завершеним і коректним, деякі математики, в тому числі і ті, хто доклав великих зусиль для її доведення, як, наприклад, Ашбахер, вважають, що не можна бути абсолютно впевненим, що не існує ніякої спорадичної групи, яка була пропущена в цьому доведенні. Загалом, наразі не всі роботи, що складають доведення теореми, є фактично опублікованими.

## Додаткові джерела
- Атлас скінченних груп [Архівовано 19 Квітня 2017 у Wayback Machine.]